# Зеленогърла ара
Зеленогърлата ара (Ara glaucogularis) е вид птица от семейство Папагалови (Psittacidae). Видът е критично застрашен от изчезване.

## Разпространение и местообитание
Разпространен е в Боливия.